# رابرت فیتزروی
رابرت فیتزروی(به انگلیسی: Robert FitzRoy) دریاسالار، افسر نیروی دریایی پادشاهی بریتانیا و دانشمند بود. شهرت وی به دلیل کاپیتانی کشتی اچ ام اس بیگل در طول سفر علمی چارلز داروین است. وی یک مخترع در زمینه هواشناسی بود.
پس از انتشار نظریه خاستگاه گونه‌ها از اینکه به ایجاد این نظریه کمک کرده احساس پشیمانی می‌کرد. او به لحاظ مذهبی یک بنیادگرا بود و در پایان سفر به دلیل مشارکت در کمک به پژوهش داروین خود را سرزنش می‌کرد. در هنگام سخنرانی داروین در دانشگاه آکسفورد حاضر شد و با بالای سر گرفتن انجیل حضار را دعوت به اعتقاد به کلام خالق کرد، سرانجام پس از پنج سال مقابله با افسردگی، با پاره کردن گلوی خود با تیغ خودکشی کرد.